# 파주탄현중소기업전용국가산업단지
파주탄현중소기업전용국가산업단지는 파주시 탄현면 금승리595-7번지 일원에 조성된 소규모 국가산업단지이다.

## 정보
- 사업기간: 1998 ~ 2001
- 면 적: 80,292m2
- 사업시행자: 한국토지공사(관리기관: 한국산업단지공단)
- 유치업종: 조립금속, 기계장비, 사무계산 및 회계용기계, 전기기계 및 전기변환 장치, 영상음향 및 통신장비
- 전기전자 및 정보, 정밀기계 ·신 공정, 기타제조업, 플라스틱, 기타비금속 광물, 1차 비철금속, 종이 및
- 종이제품 제조업
- 입주현황: 입주업체 47개사, 고용인원 402명

### 교통여건
- 도로: 고속도로: 서울외곽순환도로 자유로JC(35km), 국지도77호선(자유로) 낙하IC(1km)
- 국 도: 1번국도(목포↔파주) 월릉교차로 → LG로
- 지방도: 지방도359번
- 철도: 경의선 운정역 이용(6km)
- 항공: 김포공항 이용(40km), 인천국제공항 이용(75km)
- 항만: 인천항 이용(65km)

### 인프라시설
- 용수: 문산정수장 이용(공업용수 297m3/일, 생활용수 29m3/일)
- 전력: 문산변전소에서 공급(소요전력 1,570㎾, 공장용 1,494㎾, 주거용 76㎾)
- 통신: 금촌전화국에서 공급(소요회선수 506회선)
- 환경: 폐수종말처리장(면적 924m2, 공업폐수 114m3/일, 생활오수 23m3/일)

### 추진사항
- 1998. 03. 03: 산업단지 지정
- 1998. 09. 16: 실시계획 승인
- 1998. 09. 14: 공사착공
- 2001. 01. 12: 사업준공
- 입주: 한국산업단지공단 TEL.070-8895-7481 FAX.0503-8895-7480
- 기타: 파주시 균형발전과 TEL.031)940-5341~3 FAX.031)940-5369